# فرودگاه بین‌المللی اف‌ای‌پی کاپیتان داوید آبنزور رنگیفو
فرودگاه بین‌المللی اف‌ای‌پی کاپیتان داوید آبنزور رنگیفو (به انگلیسی: FAP Captain David Abenzur Rengifo International Airport) (به زبان بومی: Aeropuerto Internacional Capitán FAP David Abenzur Rengifo) یک فرودگاه همگانی با کد یاتا PCL است که یک باند فرود آسفالت دارد و طول باند آن 2800 متر است. این فرودگاه در کشور پرو قرار دارد و در ارتفاع 156 متری از سطح دریا واقع شده است.